# Höfesterben

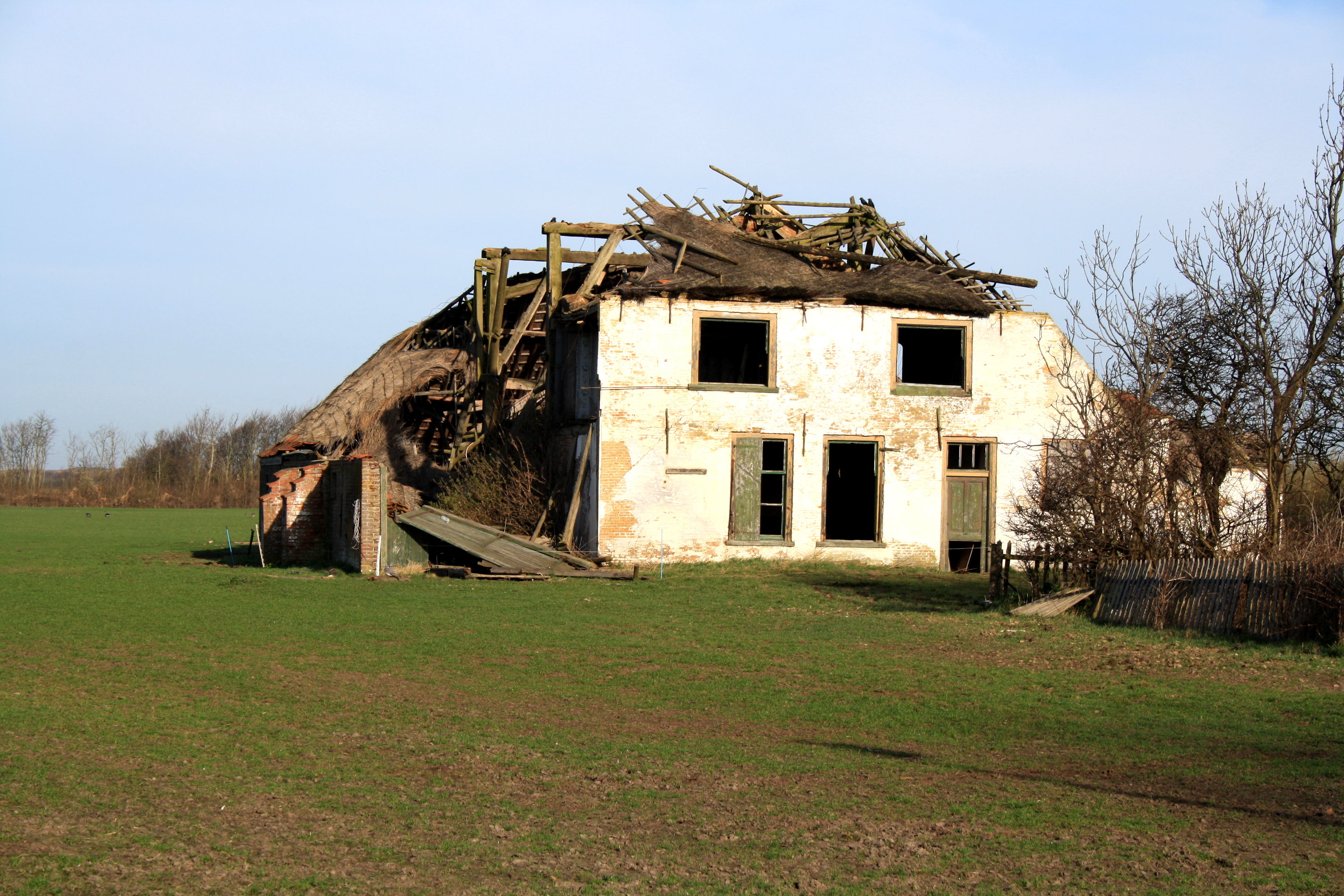
Ehemaliger Bauernhof auf der niederländischen Insel Texel

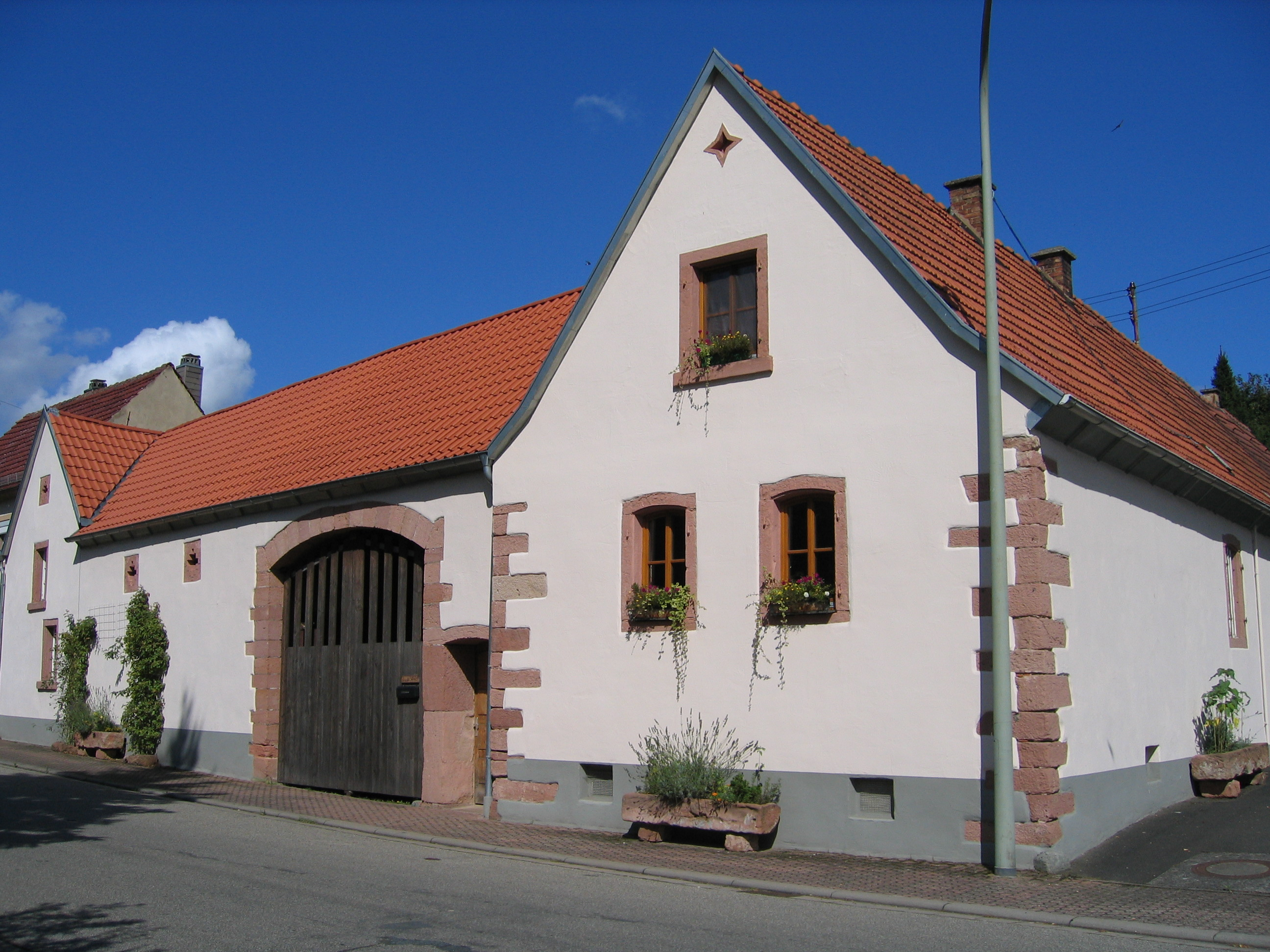
Ehemaliger Bauernhof in Neuhemsbach

Als Höfesterben oder Hofsterben wird eine durch verschiedene Ursachen bedingte, massenhafte Aufgabe von landwirtschaftlichen Betrieben bezeichnet. Eine häufige Ursache ist mangelnde Wirtschaftlichkeit. So müssen landwirtschaftliche Betriebe beispielsweise aufgeben, weil sie im Vergleich zu anderen Wettbewerbern eine geringere Produktivität bei der Herstellung landwirtschaftlicher Erzeugnisse aufweisen. Dann laufen sie Gefahr, dass der Preis, der beim Verkauf der Erzeugnisse erzielt wird, die Kosten der landwirtschaftlichen Produktion nicht deckt.
In geschichtlicher Hinsicht ist das heutige Höfesterben insbesondere eine langfristige Folge der agrartechnischen Revolution im 19. und 20. Jahrhundert und der Industrialisierung der Landwirtschaft während der letzten Jahrzehnte. Diese Entwicklungen waren von Mechanisierung (durch Innovationen in der Landtechnik) und Chemisierung (etwa durch Einführung synthetischen Stickstoff-Düngers) geprägt. Die sich aus ihnen ergebenden Möglichkeiten, die Produktivität zu steigern, bestimmten fortan den Wettbewerb und die Existenz landwirtschaftlicher Betriebe.
Höfesterben verändert die Agrarstruktur eines Gebiets. Im Weiteren ergeben sich Auswirkungen auf die Sozialstruktur (Sozialbrache) und den Naturhaushalt sowie auf das Orts- und Landschaftsbild. Key und Roberts fanden heraus, dass Agrarsubventionen – neben anderen Faktoren wie technologischem Fortschritt – eine Zunahme der durchschnittlichen Betriebsgröße zur Folge haben. Zu den Auswirkungen der Subventionen auf Einkommen gibt es widersprüchliche Ergebnisse. Die Heinrich-Böll-Stiftung kritisiert die Gemeinsame Agrarpolitik der EU, weil dadurch kleinere Betriebe benachteiligt würden.

## Situation in Deutschland

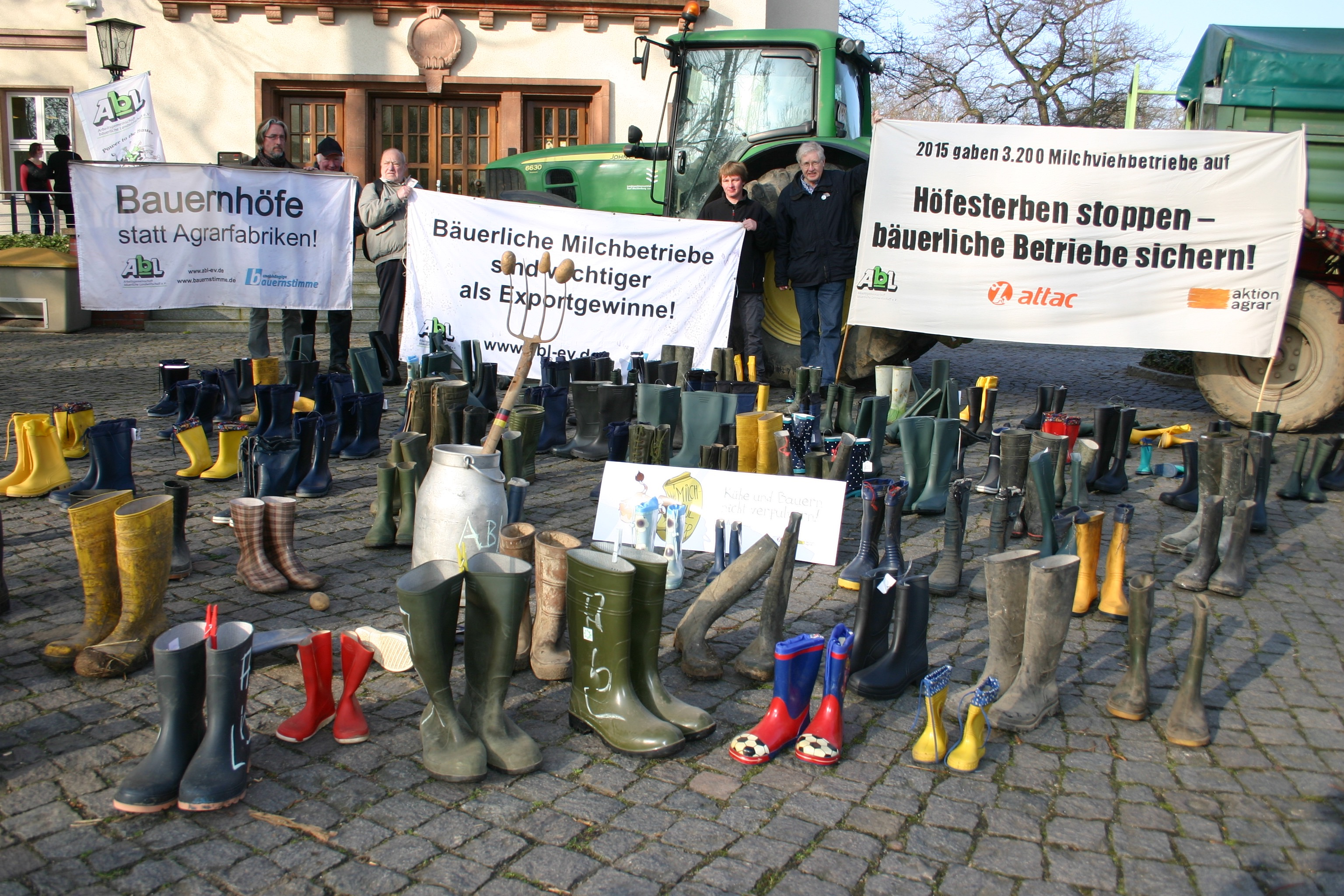
Protestaktion gegen Höfesterben (2016)

Im Januar 2021 gab es in Deutschland 263.500 Höfe. Die durchschnittliche Fläche lag bei 63 Hektar.
Im Agrarbericht 2011 stellte das Bundesministerium für Ernährung und Landwirtschaft dar, dass die Zahl der landwirtschaftlichen Betriebe in Deutschland zuletzt jährlich um 2,2 Prozent sank. Rund 1,1 Millionen Menschen arbeiteten demnach noch in der Landwirtschaft. Die Durchschnittsfläche der Betriebe stieg in dem Untersuchungszeitraum 2007 bis 2010 von 52 auf 56 Hektar an. 55 Prozent der landwirtschaftlichen Fläche wurde in dieser Zeit von Großbetrieben, die mehr als 100 Hektar Landwirtschaftsfläche umfassen, bewirtschaftet. Die Heinrich-Böll-Stiftung kritisiert die Gemeinsame Agrarpolitik der EU, weil dadurch kleinere Betriebe benachteiligt würden. Nach Angaben des Statistischen Bundesamtes ging die Zahl der landwirtschaftlichen Betriebe von 1.017.697 im Jahr 1971 über 448.936 im Jahr 2001 auf 288.200 im Jahr 2012 zurück. Besonders die Zahl der kleinen Höfe ging drastisch zurück. Fehlende Hofnachfolgen spielen dabei eine große Rolle. Bis 2013 sank die Zahl der landwirtschaftlichen Betriebe in Deutschland auf rund 285.000. Die Zahl der Betriebe mit mindestens 100 ha landwirtschaftlicher Fläche nahm zwischen 2007 und 2013 um rund 3400 auf rund 35.200 zu.
Zwischen 2013 und 2016 ging die Gesamtzahl der Betriebe um weitere rund 9000 oder drei Prozent auf 276.000 zurück, wobei die genutzten Flächen und Tierbestände ungefähr gleich blieben. Besonders stark verringerte sich die Zahl der Höfe, die Vieh halten. Ihre Zahl fiel um acht Prozent auf 184.000. Im Jahr 2016 gab es nach den Ergebnissen der Agrarstrukturerhebung noch rund 275.400 landwirtschaftliche Betriebe. Die Abnahmerate ist damit von 3 % im langfristigen Mittel auf 1,4 % gesunken.
Nach Angaben des BÖLW musste seit dem Jahr 2005 durchschnittlich ein Hof pro Stunde den Betrieb einstellen (Stand 2019). Hingegen konnte im selben Zeitraum eine starke Zunahme bei den Bio-Betrieben verzeichnet werden.
Nach Einschätzung der DZ Bank wird die Zahl von 256.000 Höfen im Jahr 2022 bis zum Jahr 2040 auf 100.000 Betriebe weiter sinken. Bei etwa gleichbleibender landwirtschaftlicher Fläche dürfte sich die Durchschnittsgröße eines Betriebs so von 64,8 Hektar auf 160 Hektar im Jahr 2040 mehr als verdoppeln, womit bäuerliche Familienbetriebe „zunehmend vor dem Aus“ stehen.

## Situation in Österreich
In Österreich ging die Zahl der landwirtschaftlichen Betriebe zwischen 1990 und 2005 von 281.910 auf 189.591 zurück. Eine zwischen 1991 und 2004 durchgeführte Untersuchung ergab, dass sich auch im biologischen Landbau Österreichs ein Strukturwandel nach dem Prinzip „Wachsen oder Weichen“ vollzieht, d. h. Professionalisierung, Vergrößerung und Konzentration der Betriebskapazitäten oder Aufgabe bzw. Rückzug der Landwirtschaft.

## Situation in der Schweiz
Die Schweiz zählte im Jahr 2016 insgesamt 52'263 Landwirtschaftsbetriebe, 990 weniger als 2015 (−1,9 %). Die totale landwirtschaftliche Nutzfläche (1,05 Mio. ha) blieb stabil. Diese Ergebnisse gehen aus der landwirtschaftlichen Strukturerhebung 2016 des Bundesamtes für Statistik hervor. Vom Rückgang der Anzahl Landwirtschaftsbetriebe waren das Talgebiet (−1,8 %) und das Berggebiet (−1,9 %) gleichermaßen betroffen. Wie bereits in den Vorjahren ist die Anzahl der Landwirtschaftsbetriebe mit einer Nutzfläche von mehr als 30 Hektaren schweizweit gestiegen (+1,9 %), während der Abwärtstrend bei den Kleinstbetrieben nicht aufzuhalten ist (−2,9 %). Der schon in den letzten Jahren zu beobachtende Boom beim biologischen Anbau setzt sich fort: 2016 gab es 6'348 Bio-Betriebe, d. h. 104 mehr als im Vorjahr. Auch im Jahr 2019 setzte sich der Trend weiter fort.